# Chemin-Dawson
Pour les articles homonymes, voir Dawson.
Circonscription électorale provinciale du Canada
Chemin-Dawson (Dawson Trail en anglais) est une circonscription électorale provinciale du Manitoba (Canada). La circonscription est créée en 2008 et a donc son premier député depuis l'élection générale de 2011.

## Liste des députés
| Chemin-Dawson | Chemin-Dawson    | Chemin-Dawson             | Chemin-Dawson  | Chemin-Dawson | Chemin-Dawson |
| Nom           | Nom              | Parti                     | Mandat         | Législature   |               |
| ------------- | ---------------- | ------------------------- | -------------- | ------------- | ------------- |
|               | Ron Lemieux      | Néo-démocrate             | 2011 - 2016    | 40e           |               |
|               | Bob Lagassé (en) | Progressiste-conservateur | 2011 - 2019    | 41e           |               |
|               | Bob Lagassé (en) | Progressiste-conservateur | 2019 - 2023    | 42e           |               |
|               | Bob Lagassé (en) | Progressiste-conservateur | 2023 - présent | 43e           |               |